# معاملة المثليين في برمودا
قد يواجه الأشخاص من المثليين والمثليات ومزدوجي التوجه الجنسي والمتحولين جنسياً (اختصاراً: LGBT) في إقليم ما وراء البحار البريطانية برمودا تحديات قانونية لا يواجهها غيرهم من المغايرين جنسيا. يعتبر النشاط الجنسي المثلي قانونيا منذ عام 1994، لكن الإقليم يتمتع بسمعة غير طيبة منذ فترة طويلة بسبب رهاب المثلية وعدم التسامح. منذ عام 2013، يحظر «قانون حقوق الإنسان» التمييز على أساس التوجه الجنسي.
كانت برمودا في دائرة الضوء الدولي في الآونة الأخيرة حول تقنين زواج المثليين. أقرت المحكمة العليا حالات زواج المثليين هذه لأول مرة في مايو/أيار 2017. ومع ذلك، أقرت الحكومة لاحقًا قانونًا يحظر زواج المثليين واستبدلته بالشراكات المنزلية. ثم تم إلغاء هذا القانون في يونيو 2018 من قبل المحكمة العليا ومرة أخرى في نوفمبر 2018 من قبل محكمة الاستئناف، ومنذ أن صدر الحكم الأخير يمكن للأزواج المثليين الزواج بحرية في الإقليم.؛

## قانونية النشاط الجنسي المثلي
قبل عام 1994، كان الجنس الشرجي والجنس الفموي (لكل من العلاقات الجنسية المثلية والعلاقات الجنسية المغايرة) غير قانوني ويعاقب عليها بالسجن لمدة تصل إلى عشر سنوات. لم يكن النشاط الجنسي بين المثليا غير قانوني في برمودا. بعد إقرار «مشروع قانون ستابس» بالإنجليزية: Stubbs Bill)‏ في عام 1994، تم تشريع السلوك الجنسي بالتراضي في برمودا، ولكن مع سن أعلى من الموافقة على السلوك الجنسي المثلي بين الرجال في سن 18 عاما، من سن الموافقة عن 16 عاما على السلوك الجنسي المغاير والسلوك الجنسي المثلي بين النساء. يمثل هذا التناقض في سن الموافقة انتهاكًا واضحًا للاتفاقية الأوروبية لحقوق الإنسان. لا توجد حاليا خطط لتغيير هذا القانون، ويرجع ذلك في معظمه إلى أن برلمان برمودا تحت حكم الأغلبية من حزب العمل التقدمي، والذي يميل إلى معارضة حقوق المثليين.

## الاعتراف القانوني بالعلاقات المثلية
زواج المثليين القانوني حاليا في برمودا.
في نوفمبر 2015، قضت المحكمة العليا في برمودا بالسماح للشركاء المثليين بحقوق متساوية في العمل واستحقاقات مثل جميع الأزواج في برمودا. رداً على ذلك، قرر السياسيون إجراء استفتاء غير ملزم على زواج المثليين، والذي عقد في 23 يونيو 2016. سئل الناخبون عن سؤالين؛ ما إذا كانت تؤيد زواج المثليين وما إذا كانت تؤيد الاتحادات المدنية المثلية. تم رفض كلا الاقتراحين من قبل 60% إلى 70% من الناخبين، على الرغم من أن الاستفتاء كان غير صالح حيثبلغت نسبة التصويت أقل من 50% من الناخبين المؤهلين.
في أوائل عام 2017، نظرت المحكمة العليا في قضية رفعها زوجان مثليان (وينستون غودوين وغريغ ديروش)، تم رفض طلبهما للحصول على رخصة زواج في يوليو 2016. في مايو 2017، قدم القاضي تشارلز إيتا سيمونز الحكم التاريخي الذي تم بموجبه التمييز ضد الزوجين، وأن قانون الزواج لعام 1944 لا يتفق مع أحكام المادة 2 (2) (أ) (ii) كما تمت قراءته مع القسم 5 من قانون حقوق الإنسان في برمودا، حيث إنهما يشكلان تبايناً متعمداً للمعاملة على أساس التوجه الجنسي. وكان للحكم تأثير جعل زواج المثليين قانونيا في برمودا.
في أعقاب الانتخابات العامة في منتصف عام 2017، أصدرت حكومة حزب العمل التقدمي الجديدة قانون الشراكات المنزلية 2018 ليحل محل زواج المثليين في ديسمبر 2017. لم يطعن التاج البريطاني في التغيير، وقد أعطى حاكم برمودا الموافقة الملكية على القانون في 7 فبراير 2018. دخل القانون حيز التنفيذ في 1 يونيو 2018، وأصبحت برمودا أول إقليم في العالم يلغي فعليًا حقوق الزواج للأزواج المثليين بموجب التشريعات. وانتقد عدد من السياسيين الدوليين ومنظمات حقوق المثليين التغيير وجادلوا بأن هذه الخطوة ستضر بصناعة السياحة بالجزيرة.
بحلول أبريل 2018، تم تقديم طعنين ضد القانون إلى المحكمة العليا.نظرت المحكمة في الأمر في مايو 2018 وأصدرت حكمًا في 6 يونيو 2018. ألغت المحكمة أجزاء القانون التي منعت الأزواج المثليين من الزواج، رغم أنها وافقت أيضًا على وقف الحكم للسماح الحكومة في الاستئناف أمام محكمة الاستئناف. أيدت محكمة الاستئناف حكم المحكمة العليا في 23 نوفمبر 2018، مما سمح باستئناف زواج المثليين مرة أخرى في برمودا. تدرس الحكومة حاليًا الطعن النهائي في المجلس الخاص للمملكة المتحدة.

## التبني وتنظيم الأسرة
في شباط/فبراير 2015، أصدر القاضي هيلمان تجاي من المحكمة العليا في برمودا قرارًا، خلص إلى أنه تم العثور على تمييز مباشر على أساس الحالة الزوجية وأنه تم العثور على تمييز غير مباشر على أساس التوجه الجنسي، عندما يتم رفض التبني المقدم من قبل زوجين مثليين في برمودا. ونتيجة لذلك، فإن قانون تبني الأطفال ينطبق بالتساوي على الأزواج المتزوجين وغير المتزوجين (وبالتالي الشركاء والأزواج المثليين). وبالتالي يسمح للأزواج والشركاء المثليين بالتبني.

## الحماية من التمييز
في عام 2013، وافق برلمان برمودا على تشريع يحظر التمييز على أساس التوجه الجنسي.
قبل هذا التشريع، أوصت لجنة حقوق الإنسان في برمودا مراراً وتكراراً بأن تغير الحكومة قوانين التمييز لتشمل التوجه الجنسي. في أواخر عام 2004، وعدت حكومة برمودا بتعديل قانون حقوق الإنسان ليشمل التوجه الجنسي، ولكن في أواخر عام 2005، يبدو أن القضية قد اسقطت بهدوء، حتى العام التالي. في عام 2006، تم اقتراح تعديل لقانون حقوق الإنسان في مجلس النواب، لكن البرلمان رفض حتى مناقشة القضية. في ديسمبر 2006، تم تشكيل جمعية للنشاط تسمى «كلمتين وفاصلة» (بالإنجليزية: "Two Words and a Comma")‏ من قبل النائب رينيه ويب، والصحفية أيو جونسون، وسوزان مايال للضغط على حكومة برمودا لتعديل القانون. عقب استقالته المفاجئة من مجلس الوزراء في عام 2009، أثار وزير الثقافة السابق ديل بتلر مسألة التعديل، قائلاً إنه كان ينوي وضع مشروع قانون معدل لحقوق الإنسان في خريف عام 2009، ولكنه أصبح الآن مسؤولية وزيرة الثقافة الجديدة نيليتا بوترفيلد لتعيد جدولتها للقيام بذلك؛ وردت بترفيلد بأنها لا تزال على اطلاع على كيفية عمل الوزارة وبالتالي لم تتمكن من التعليق على الخطط المستقبلية. في نوفمبر من ذلك العام، بعد الإشارة في الخطاب السنوي من العرش إلى أنه من المقرر تعديل قانون حقوق الإنسان، حيث تم توزيع شائعات بأن هذا سيشمل حماية مجتمع المثليين. بدا أن السكرتير الصحفي لرئيس الوزراء براون يؤكد هذه الشائعات، لكن تم رفضها من قبل كل من لجنة حقوق الإنسان والوزيرة بترفيلد، الذي علق بأن شرط التوجه الجنسي لا يزال قيد التحقيق. لم يتم تعديل قانون حقوق الإنسان حتى عام 2013 ليشمل التوجه الجنسي. حاول البرموديون أن يناشدوا البرلمان البريطاني فيما يتعلق بتمييز مجتمع المثليين، مما دفع لجنة الشؤون الخارجية إلى التوصية بأن تتخذ الحكومة البريطانية خطوات لتوسيع نطاق حقوق الإنسان في أقاليم ما وراء البحار البريطانية، والتي تعتبر المملكة المتحدة مسؤولة عنها في نهاية المطاف.
لا تتمتع حقوق الإنسان في برمودا بوجه عام بسمعة طيبة. في منتصف عام 2008، كانت برمودا إقليم ما وراء البحار البريطانية الوحيد الذي رفض الانضمام إلى مبادرة لحقوق الإنسان مدتها أربع سنوات نظمتها مؤسسة الكومنولث.

## الهوية الجندرية والتعبير عنها

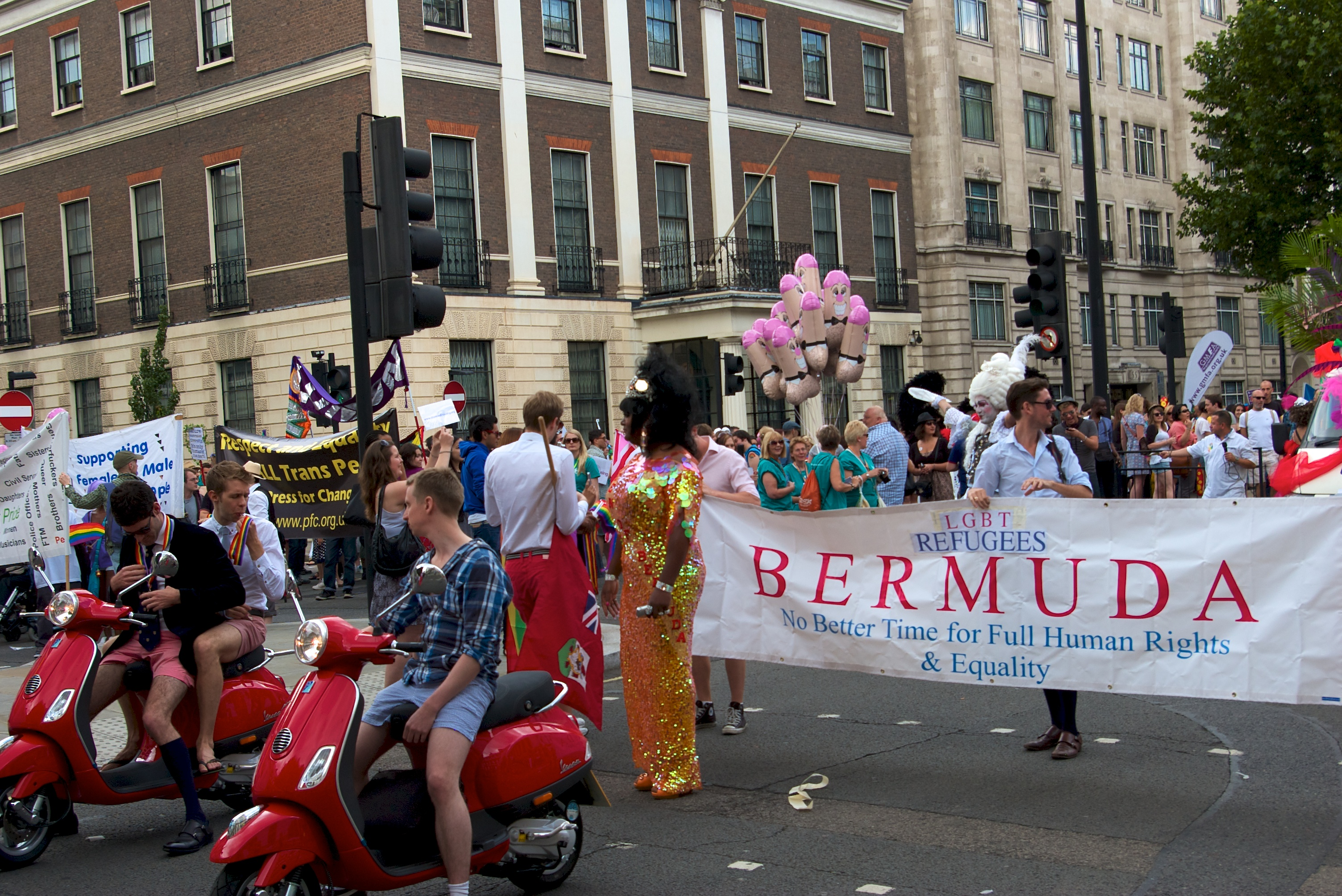
المشاركون في مسيرة فخر المثليين 2011 في لندن في مسيرة ضد الكراهية ورهاب المثلية في برمودا.

لا يوجد اعتراف قانوني للأشخاص المتحولين جنسياً، وبالتالي، عن طريق الإهمال، لا توجد حماية من التمييز.
غالبًا ما تكون قدرة الأشخاص على التعبير عن هويتهم الجندرية صعبة؛ على سبيل المثال، في عام 2006، حاولت الحكومة منع مارك أندرسون، المعروف أيضًا باسم الدراغ كوين «ملكة برمودا» سيبيل، من المشاركة في العرض العسكري، مشيرًا إلى أنه يتعارض مع الأعراف والحساسيات المحلية. في منتصف عام 2009، أعلن أن البرموديين من مجتمع المثليين سيشاركون في الفخر في لندن، مع ما يقدر بنحو 30 من سكان لندن من مجتمع المثليين البرموديين، وأنه يأمل أن يسير على خطى أندرسون وأن يشارك في المستقبل في مسيرة يوم برمودا شكك المثليون البرموديين، مع ذلك، في أنه سيكون هناك مشاركة واسعة النطاق بسبب المخاوف من التداعيات ضد أسرهم.

## الخدمة العسكرية
لا يميز فوج برمودا على أساس التوجه الجنسي، كما شكلت من قبل عشوائي على غرار اليانصيب التجنيد. رسميا، يحظر على أعضاء الفوج التمييز ضد أو مضايقة الجنود من مجتمع المثليين. ومع ذلك، تم الإبلاغ عن أن مثل هذه الأنشطة قد يتسامح فيها من قبل الضباط، لدرجة أن أحد المجندين وصف الفوج بأنه «أكثر بيئة رهاب المثلية».

## ظروف الحياة
برمودا مجتمع محافظ اجتماعيا، على الرغم من أن الجيل الأصغر سنا يعتبر ليبراليًا ثقافيًا بشكل متزايد. قد ينزعج بعض المارة من إظهار التعاطف علنا بين الشركاء المثليين.
يوجد عدد من الأماكن الصديقة للمثليين في برمودا، بما في ذلك المطاعم والفنادق والبارات.
أفاد العديد من البرموديين من مجتمع المثليين، الذين انتقلوا منذ ذلك الحين إلى المملكة المتحدة، ولا سيما لندن، عن مناخ من رهاب المثلية وعداء شديد للمثليين في برمودا، حيث يتعرض الأشخاص من مجتمع المثليين بشكل روتيني للتنمر أو للتمييز أو الانتحار.
من المتوقع أن تتم مسيرة فخر المثليين الأولى في برمودا في العاصمة هاميلتون في 31 أغسطس 2019.

### السياحة
السياحة هي جانب هام من جوانب الاقتصاد في برمودا. في عام 2007، نظرت آر العطلات العائلية السياحية، بدعم من رئيس الوزراء ووزير السياحة والنقل إوارت براون، إلى جعل برمودا واحدة من وجهاتها. عارض حليف مقرب من براون، أندريه كورتيس، الذي أدار مبادرة مثيرة للجدل «السياحة القائمة على الإيمان» لرئيس مجلس الوزراء، لمعارضة الزيارة، نظّم بعض الكنائس الثمانين في مجموعة مشتركة بين الأديان تدعى «متحدون عبر الإيمان» للاحتجاج على الرحلة المخطط لها، إلى جانب الكنائس الأسقفية الميثودية الأفريقية في البلاد.قررت آر فاميلي تغيير مسار الرحلة لاستبدال برمودا بموقفين في فلوريدا وجزيرة خاصة. صرح أحد منظمي الرحلة
ومن المفارقات أن برمودا كانت بالفعل مضيفة لسياحة المثليين لسنوات عديدة. على سبيل المثال، تقوم شركة «بي جي بي بايبر» للسفر، وهي شركة لجتمع المثليين، بتنظيم رحلات إلى البلاد منذ عام 1990، وإن كان ذلك على نطاق أصغر وأكثر هدوءًا، دون أي صدامات أو حوادث.
أعربت «كرنفال كروز لاينز»، التي لديها العديد من السفن المسجلة في برمودا، عن تأييدها لحقوق المثليين ولزواج المثليين.

## ملخص
| قانونية النشاط الجنسي المثلي                                                                  | (منذ عام 1994)                      |
| المساواة في السن القانوني للنشاط الجنسي                                                       | / (للإناث)                          |
| قوانين مكافحة التمييز في التوظيف                                                              | (منذ عام 2013)                      |
| قوانين مكافحة التمييز في توفير السلع والخدمات                                                 | (منذ عام 2013)                      |
| قوانين مكافحة التمييز في جميع المجالات الأخرى (تتضمن التمييز غير المباشر، خطاب الكراهية)      | (منذ عام 2013)                      |
| قوانين مكافحة أشكال التمييز المعنية بالهوية الجندرية                                          | No                                  |
| زواج المثليين                                                                                 | (منذ عام 2018)                      |
| الاعتراف القانوني بالعلاقات المثلية                                                           | (منذ عام 2018)                      |
| تبني أحد الشريكين للطفل البيولوجي للشريك الآخر                                                | (منذ عام 2015)                      |
| التبني المشترك للأزواج المثليين                                                               | (منذ عام 2015)                      |
| يسمح للمثليين والمثليات ومزدوجي التوجه الجنسي والمتحولين جنسيا بالخدمة علناً في القوات المسلحة | (المملكة المتحدة مسؤولة عن الدفاع)  |
| الحق بتغيير الجنس القانوني                                                                    | No                                  |
| علاج التحويل محظور على القاصرين                                                               | No                                  |
| الحصول على أطفال أنابيب للمثليات                                                              | No                                  |
| الأمومة التلقائية للطفل بعد الولادة                                                           | No                                  |
| تأجير الأرحام التجاري للأزواج المثليين من الذكور                                              | (غير قانوني للأزواج المغايرين كذلك) |
| السماح للرجال الذين مارسوا الجنس الشرجي التبرع بالدم                                          | No                                  |